# 7 Aquarii
7 Aquarii, som är stjärnans Flamsteed-beteckning, är en dubbelstjärna belägen i den östra delen av stjärnbilden Vattumannen. Den har en kombinerad skenbar magnitud på 5,50 och är svagt synlig för blotta ögat där ljusföroreningar ej förekommer. Baserat på parallaxmätning inom Hipparcosuppdraget på ca 4,9 mas, beräknas den befinna sig på ett avstånd på ca 660 ljusår (ca 202 parsek) från solen. Den rör sig närmare solen med en heliocentrisk radiell hastighet på ca –32 km/s.

## Egenskaper
Primärstjärnan 7 Aquarii A är en orange till röd jättestjärna av spektralklass K4 III,. Den har en radie, som baserat på uppmätt vinkeldiameter efter korrigering för randfördunkling på 2,14 ± 0,02 mas, är ca 46 gånger större än solens och utsänder från dess fotosfär ca 400 gånger mera energi än solen vid en effektiv temperatur av ca 4 000 K. Stjärnan är en misstänkt variabel stjärna av okänd typ med en största magnitud på 5,48. 
7 Aquarii är en dubbelstjärna där följeslagaren, 7 Aquarii B, är en stjärna av magnitud 11,4 separerad från primärstjärnan med 2,10 bågsekunder vid en positionsvinkel på 165° år 2002.